# 諫早東高校站

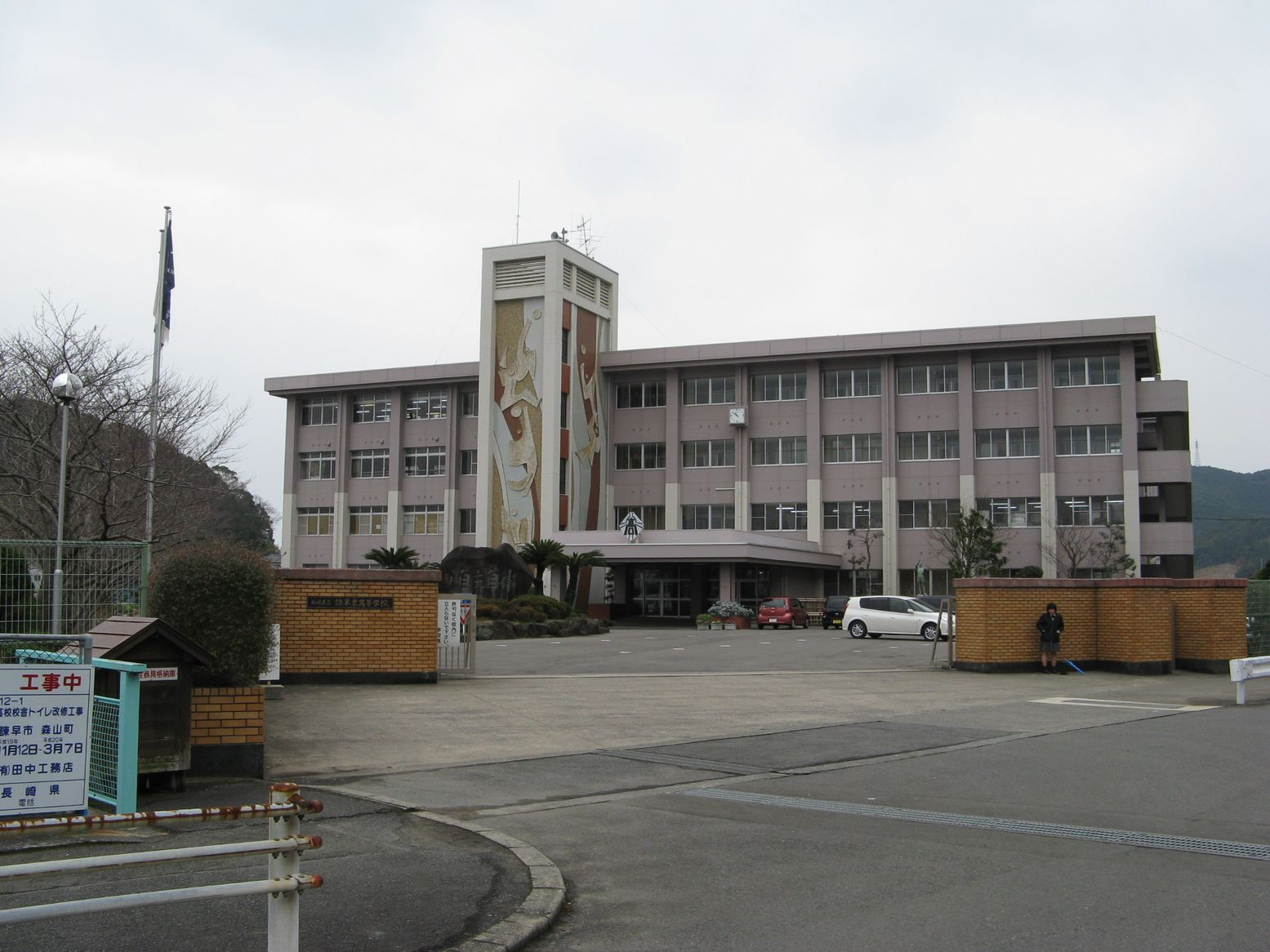
諫早東高等學校

諫早東高校站（日语：／ Isahayahigashikoukou eki */?）是位於長崎縣諫早市森山町杉谷，島原鐵道的島原鐵道線車站。

## 歷史
- 1984年（昭和59年）11月12日 - 諫早東高校前站啟用。
- 2019年（令和元年）10月1日 - 車站改名為諫早東高校站[1]。

## 車站構造
車站是一座地面車站，設有1面1線的單式月台。月台位於路軌西邊。此站沒有車站大樓，在月台上設有簡單候車室和2台飲品自動販賣機。在月台靠近釜之鼻一方設有斜道出入口。車站靠近釜之鼻一方設有第56號平交道，通過該平交道可前往車站東邊。此站是無人車站。

## 車站周邊
車站附近設有國道57號，沿國道上設有餐廳和大規模服裝店。車站東邊主要為稻田，車站西邊多數為住宅。車站名稱的長崎縣立諫早東高等學校位於車站西邊數百米處。在早上和黃昏有許多學生使用車站。

## 使用狀況
在2013年度的一年總乘車人次為66,574人，下車人次為70,631人。在乘車人次中，60,060人為定期票乘客。
以下為近年一年總乘車人次和下車人次變化。
| 年度               | 一年總 乘車人次 | 一年總 下車人次 |
| ------------------ | --------------- | --------------- |
| 2000年（平成12年） | 68,857          | 72,584          |
| 2001年（平成13年） | 70,803          | 74,132          |
| 2002年（平成14年） | 72,612          | 77,081          |
| 2003年（平成15年） | 73,931          | 79,079          |
| 2004年（平成16年） | 72,518          | 79,393          |
| 2005年（平成17年） | 81,235          | 87,910          |
| 2006年（平成18年） | 81,138          | 86,680          |
| 2007年（平成19年） | 90,837          | 97,056          |
| 2008年（平成20年） | 89,118          | 93,692          |
| 2009年（平成21年） | 68,774          | 72,620          |
| 2010年（平成22年） | 60,256          | 64,561          |
| 2011年（平成23年） | 61,681          | 65,347          |
| 2012年（平成24年） | 65,536          | 69,021          |
| 2013年（平成25年） | 66,574          | 70,631          |

## 相鄰車站
島原鐵道
■島原鐵道線
急行
通過
普通
釜之鼻－諫早東高校－愛野

## 注腳
1. ↑  「10月以降の鉄道・バスの各種変更について」島原鉄道　お知らせ　2019年8月23日 （页面存档备份，存于）（日語）
2. ↑  第62版（平成27年）長崎統計年鑑 （页面存档备份，存于）（日語） - 長崎縣
3. ↑  長崎縣統計年鑑  （页面存档备份，存于）（日語），2020年9月5日參閲

## 外部連結
- 諫早東高校站 - 島原鐵道 （页面存档备份，存于）（日語）